# Ретулайнен, Саара
Саара Ретулайнен (фин. Saara Retulainen; 30 мая 1993) — финская спортсменка, тяжёлоатлетка, бронзовый призёр чемпионата Европы 2024 года.

## Биография
Ретулайнен выступает на международных соревнованиях по тяжелой атлетике с 2013 года. За свою карьеру она выиграла два чемпионата Финляндии и побила несколько национальных рекордов. В 2018 году она установила национальный рекорд в весовых категориях до 63 кг и до 91 кг.
В 2017 году принимала участие в 29-й летней Универсиаде, заняла итоговое 10-е место в своей категории до 63 кг. 
В феврале 2020 года на международном турнире в Мальте она стала третьей в категории до 59 кг с результатом 196 кг по сумме двух упражнений. 
На чемпионате Европы 2023 года в Ереване Ретулайнен финишировала пятой в категории до 59 кг с результатом 200 кг по сумме двух упражнений.
В феврале 2024 года на чемпионате Европы в Софии Саара завоевала бронзовую медаль по сумме двух упражнений с результатом 214 кг. В упражнении толчок она была второй (119 кг). 
На чемпионате Европы 2025 года в Кишинёве завоевала малую золотую медаль в упражнении "толчок" в весовой категории до 59 кг с результатом 115 кг. В упражнении "рывок" все три подхода были безрезультатными. 
Саара замужем за тяжелоатлетом Ээро Ретулайненом.

## Достижения
Чемпионат Европы
| Результат | Вес       | Год  | Место соревнований | Рывок | Толчок | Общий вес |
| Бронза    | до 59 кг. | 2024 | София, Болгария    | 95,0  | 119,0  | 214,0     |